# الحراك المناهض للقاحات
الحراك المناهض للقاحات، الذي يُطلق عليه أيضًا حركة «مناهضة اللقاحات»، هو نشاط منظم مصمم لزيادة الجدل حول استخدام اللقاح، غالبًا عن طريق نشر معلومات مغلوطة أو مضللة. على الرغم من زيادة الخرافات ونظريات المؤامرة والمعلومات المغلوطة والمضللة التي تنشرها حركة مناهضة التطعيم والأطباء ذوي العلم الهامشي (النظريات غير القويمة) من الجدل حول استخدام اللقاح والمناقشات العامة حول القضايا الطبية والأخلاقية والقانونية المتعلقة باللقاحات، لم يتوغل الجدل أو النقاش الجدي داخل الاتجاه السائد القائل بفوائد التطعيم داخل الدوائر الطبية والعلمية.

## القرن الثامن عشر والتاسع عشر
لبثت الأفكار التي من كونت لبنة الحراك المناهض للقاحات لفترة أطول من اللقاحات نفسها. لا تتوافق بعض المناهج الفلسفية (مثل المعالجة المثلية، والمذهب الحيوي) مع النموذج الميكروبيولوجي الذي يشرح كيفية عمل الجهاز المناعي واللقاحات. يُعد الجدل حول استخدام اللقاح والنشاط المناهض للقاحات جزءًا من سياق أوسع يشمل التقاليد الثقافية، والمعتقدات الدينية، ومناهج الصحة والمرض، والانتماء السياسي.
تمحورت معارضة التجدير ضد الجدري (السابق للتطعيم)، في وقت مبكر من عشرينيات القرن التاسع عشر، حول فرضية أن التطعيم فعل غير طبيعي ومحاولة لإحباط الحكم الإلهي. سرعان ما تطورت الحجج الدينية ضد التطعيم، وهي أولى الحجج ضده. جادل اللاهوتي الإنجليزي القس إدموند ماسي على سبيل المثال، في خطبة ألقاها عام 1722 بعنوان «ممارسة التلقيح الخطيرة والخاطئة»، بأن الأمراض جنود الله لمعاقبة الخطيئة وأن أي محاولة لمنع مرض الجدري عن طريق التلقيح هي «عملية شيطانية». اعتاد الدعاة الشعبيون آنذاك نشر الخطب التي تصل إلى جمهور واسع. كان هذا هو الحال مع ماسي، الذي وصلت خطبته إلى أمريكا الشمالية، حيث المعارضة الدينية المبكرة، وبخاصة معارضة جون ويليامز. وُجد مصدر أكبر للمعارضة هو ويليام دوغلاس، خريج الطب من جامعة إدنبرة وزميل الجمعية الملكية، الذي استقر في بوسطن.

صنع اللقاح نفسه الطبيب البريطاني إدوارد جينر، الذي نشر النتائج التي توصل إليها حول فعالية هذه الممارسة ضد الجدري في عام 1798. حظيت هذه الممارسة بحلول عام 1801، بتأييد واسع النطاق في المجتمع العلمي، وبتأييد العديد من قادة العالم. كتب طبيب فيلادلفيا جون ريدمان كوكس، مشيرًا إلى تداول روايات كاذبة عن الآثار السلبية للتطعيم حتى ذلك الحين،
«هذه هي الأكاذيب التي تعيق تقدم ألمع اكتشاف أتى به الناس على الإطلاق! لكن حُسمت نتيجة المنافسة! أزاح الزمن الغشاوة التي أخرت معرفتنا بتلك النعمة التي لا تقدر بثمن؛ وكحال إمبراطور القسطنطينية، والإمبراطورة الأرملة لروسيا، وملك إسبانيا، قد نؤرخ المزيد من خفوت المعارضة».
ثبت أن توقع كوكس لإنهاء معارضة التطعيم سابق لأوانه، إذ ظلت مبادئ التطعيم وممارساته وتأثيره خلال معظم القرن التاسع عشر، مسائل نقاش علمي نشط. لم تُفهم المبادئ الكامنة وراء التطعيم بوضوح حتى نهاية القرن التاسع عشر. لم تكن أهمية النظافة في إعداد اللقاحات وتخزينها وإدارتها مفهومة أو مطبقة دائمًا. شق عليهم الحصول على إحصاءات موثوقة حول فعالية اللقاح والآثار الجانبية قبل الثلاثينيات.

## رابطة مكافحة التطعيم الإجباري
يتطلب قانون التطعيم الإلزامي لعام 1853 في المملكة المتحدة، تطعيم كل طفل في غضون ثلاثة أو أربعة أشهر من الولادة. شكّل القانون سابقة لتنظيم الدولة للجسم البشري، وقوبل بمقاومة شرسة. نشر جون جيبس في العام التالي في 1854، أول كتيب لمكافحة التطعيم الإجباري، تحت عنوان حرياتنا الطبية. كانت مناهضة التطعيم في بريطانيا نشطة في الطبقة العاملة والأرستقراطية العمالية والطبقة الوسطى الدنيا بحلول ستينيات القرن التاسع عشر. بات الأمر مرتبطًا بالطب البديل وكان جزءًا من ثقافة أكبر من المعارضة الاجتماعية والسياسية التي شملت كل من النقابات العمالية والمعارضين الدينيين.
قادت مجلة «الطبيعة البشرية» في يونيو 1867، حملة في المملكة المتحدة ضد «خدعة التطعيم»، وأفادت تقديم العديد من الالتماسات إلى البرلمان ضد التطعيم الإجباري للجدري، شاملة التماسات الآباء الذين زعموا أن أطفالهم قد ماتوا من خلال هذا الإجراء، باثين شكواهم من عدم إعلان هذه الالتماسات. ذكرت المجلة تشكيل رابطة مكافحة التطعيم الإجباري «للإطاحة بهذا القدر الكبير من السخافة الفسيولوجية والطغيان الطبي»، ونقلت عن ريتشارد غيبس (ابن عم جون غيبس) الذي كان يدير المستشفى المجاني في العنوان نفسه قوله «أعتقد أن لدينا مئات حالات التسمم بالتطعيم هنا، من التي أعدها غير قابلة للشفاء. ظهرت أعراض مرض الزهري على أحد أفراد الأسرة من وقت التطعيم، في ظل عدم إصابة باقي الأفراد بالمرض. نهيب بالآباء أن يُسجنوا بدلًا من الخضوع لتطعيم يطبق على نسل لا حول له ولا قوة، باثًا فيهم الجرب والزهري والجنون».
كان من بين الأعضاء البارزين في رابطة مكافحة التطعيم الإجباري جيمس بيرنز وجورج دورنبوش وتشارلز توماس بيرس. بعدما توفي ريتشارد ب. غيبس في عام 1871، «وهنت» رابطة مكافحة التطعيم الإجباري حتى عام 1876 عندما أحيتها ماري هيوم روثرى والقس دبليو هيوم روثرى. نشرت رابطة مكافحة التطعيم الإجباري الدورية الذي باتت فيما بعد جزءًا من المراسل الوطني لمكافحة التطعيم الإجباري.

### الجمعية الأمريكية لمكافحة التطعيم
وضعت العديد من الولايات ومجالس المدارس المحلية متطلبات التطعيم في الولايات المتحدة، بدءًا من قانون التطعيم المدرسي الإلزامي في ماساتشوستس في عام 1855. تأسست الجمعية الأمريكية لمكافحة التطعيم في عام 1879، بعد زيارة الناشط البريطاني المناهض للقاح ويليام تيب للولايات المتحدة، وعارضت منح التطعيم الإجباري للجدري منذ العقود الأخيرة من القرن التاسع عشر حتى عقد 1910. كان تطعيم الجدري خلال هذه الفترة، التطعيم الوحيد الذي يمارس على نطاق واسع، ونشرت الجمعية دورية معارضة له، تحت اسم فاكسنيشن.
أيدت سلسلة من القضايا القانونية الأمريكية، التي بدأت في ولايات مختلفة وبلغت ذروتها في قضية هينينغ جاكوبسون من ماساتشوستس في عام 1905، فرض التطعيم الإلزامي ضد الجدري لصالح الجمهور. قضت المحكمة في قضية جاكوبسون ضد ماساتشوستس بأن «الحرية التي يكفلها دستور الولايات المتحدة لكل شخص يخضع لولايتها القضائية لا تقتضي حقًا مطلقًا لدى كل شخص في أن يكون، في جميع الأوقات وتحت جميع الظروف، متحررًا تمامًا من القيود. توجد قيود متعددة يخضع لها كل شخص بالضرورة من أجل الصالح العام».